# Michael Mio-Nielsen
Michael Mio-Nielsen, né le 11 février 1965, est un footballeur danois évoluant au poste de défenseur. Il fut sélectionné une fois en équipe du Danemark en 1993.

## Biographie
Il fait actuellement partie de la direction du FC Copenhague.

## Carrière
- 1984-1987 : Albertslund IF  Danemark
- 1988-1990 : BK Frem Copenhague  Danemark
- 1990-1992 : Lille OSC  France
- 1992-1993 : BK Frem Copenhague (prêt)  Danemark
- 1993-2001 : FC Copenhague  Danemark